# Залышкин, Егор Иванович
Залышкин Егор Иванович (1749 — после 1797, Москва (?)) — русский актёр, артист оперы (баритон) и драмы. Один из первых русских актёров на московской сцене.

## Биография
Происходил из «солдатских детей».
Учился в Московском университете (художественно-рисовальное отделение).
После попытки создания первой московской театральной труппы при Московском университете, возникшей в 1756 году под руководством Михаила Матвеевича Хераскова, в которой актёры были не постоянными, с окончанием учёбы покидали и театр, постоянно действующая антреприза началась в Москве с открытием в 1766 так называемого Российского театра, который возглавил полковник Н.С. Титов. Для его спектаклей императрица Екатерина II предоставила помещение московского придворного театра — Головинский Оперный дом [в Лефортове]. В эту труппу и поступил Егор Иванович Залышкин с А. Ожогиным и И. Калиграфом в 1766 году. 13 марта 1766 года московский главнокомандующий граф Салтыков докладывал, что лучшие силы труппы составляли «здешнего университета рисовальный подмастерье, два студента и ученик». Это были: студенты Иван Иванов (Калиграф), Иван Миняков, подмастерье Андрей Ожогин и ученик Егор Залышкин. Антрепренёр просил оставить их в труппе, а следовательно, отчислить из университета (см.: История русского драматического театра. Т.1. М., 1977. С.197)..
Однако Титов через три года, 1 марта 1769 года, отказался от театра. Театральное дело продолжил князь Урусов, взявший в товарищество английского математика Михаил Георгиевича Медокса. Они активно взялись за дело, но помещение театра сгорело, и князь Урусов, отчаявшись, вышел из антрепризы, оставив полновластным хозяином Майкла Медокса, который построил Петровский театр, куда и перешла вся тогда ещё немногочисленная труппа. Первоначально труппа Медокса в Петровском театре была невелика и состояла из 13 актёров, 9 актрис, 4 танцовщиц, 3 танцоров с балетмейстером и 13 музыкантов (Пыляев М.И. Старая Москва. СПб., 1891. С.126). Среди них был и Егор Иванович Залышкин.
Последний раз имя 3алышкина упоминается в составе труппы Петровского театра в 1797 году.

## Роли
- Дринк (драма «Евгения» Бомарше, 1770)
- Анкудин, первый исполнитель (опера «Мельник — колдун, обманщик и сват» Аблесимова и Соколовского, 1779)
- Крючкодей (опера «Санктпетербургский гостиный двор» Матинского, 1783)
- Юльефорт (драма «Уксусник» Л. Мерсье, 1785),
- Лекарь Абулифидар, первый исполнитель (опера «Калиф на час» Горчакова, 1786)
- Скопидом, первый исполнитель (опера «Счастливая Тоня» Горчакова с музыкой М. Стабингера, 1786)
- Дон Базилио («Женитьба Фигаро», 1787)
- Франваль («Клементина и Дезорме» Монвеля, 1788)
- Грипон («Двое скупых» Андре Гретри).

## Партнеры
Н. В. Волков, А. Ожогин, Н. Соколовская (жена композитора М.М. Соколовского), Я. Шушерин, И. Калиграф, Н. Калиграф, И. Лапин, П. Злов.